# Floribert Kaseba Makunko
Floribert Kaseba Makunko est un homme politique congolais. Il est décédé en janvier 2014.
Il est le maire de la ville de Lubumbashi dans la province du Katanga en république démocratique du Congo de 1997 jusqu’au 15 octobre 2008.
Un décret du 15 novembre 2005 du Président de la république, Joseph Kabila, confirma Floribert Kaseba dans ces fonctions de maire de Lubumbashi.
Ses multiples travaux prônant la propreté de la ville de Lubumbashi lui ont valu le surnom de "Bulaya 2000".
Floribert Kaseba Makunko s’est également investi dans la campagne de la culture de la paix et de la tolérance. Il a su réunir les Katangais et les Kasaïens chassé sous le régime de Mobutu. Ce combat lui a valu en mars 2002, le prix Unesco « Ville pour la Paix » 2000-2001 pour l’Afrique, qui lui a été décerné à Marrakech au Maroc lors des assises de la 107e Conférence interparlementaire des députés francophones.
Kaseba Makunko a été élu député national pour la ville de Lubumbashi en 2006.